# Marzano (Italia)
Marzano (Marsàn in dialetto pavese) è un comune italiano di 1 777 abitanti della provincia di Pavia in Lombardia. Si trova nel Pavese orientale, sul fiume Lambro meridionale.

## Storia
Il paese è di origini romane, recenti scavi hanno riportato alla luce parti di una grande villa residenziale produttiva di vasta ampiezza, che comprendeva anche terme private. Tuttavia l'attuale abitato risale all'Alto Medioevo, è citato in documenti dell'XI e XII secolo, ed era parte della proprietà del monastero di San Pietro in Ciel d'Oro di Pavia. In antico, il toponimo risulta da documenti come Marcianum o Marciano. Faceva parte della Campagna Sottana di Pavia, e appartenne alla Contea di Belgioioso fin dall'investitura del 1431 ad Alberico II da Barbiano. Alla principesca famiglia appartenne fino all'abolizione del feudalesimo (1797). Nel 1872 al comune di Marzano vennero aggregati i soppressi comuni di Castel Lambro e Spirago.
- Castel Lambro (CC C131), posto di fronte a Marzano oltre il Lambro, è nominato come Castellum Lambi nel 1164 nel diploma con cui Federico I concesse a Pavia la giurisdizione sull'Oltrepò, la Lomellina e alcune località del Pavese che forse non appartenevano da tempi remoti al dominio pavese. Castel Lambro non rimase a lungo a Pavia, in quanto fu poi compreso nella Pieve di San Giuliano, appartenente alla Provincia del Ducato di Milano, e solo nel 1786 fu incluso nella Provincia di Pavia. Fu feudo dell'antica famiglia Arese di Milano, conti da Castel Lambro dal XVII secolo, e passò per matrimonio nel 1676 ai Visconti Borromeo Arese. Nel 1872 il comune di Castel Lambro fu unito a Marzano.
- Spirago (CC I918) è noto fin dall'XI secolo come Spiraco. Faceva parte della Campagna Sottana di Pavia, e come Marzano fu infeudato ai Barbiano di Belgioioso fin dal 1431. Nel 1872 il comune di Spirago fu unito a Marzano.
- Cascina Bianca è una località rurale confluita nell'allora comune di Spirago nel 1840.

### Simboli
Lo stemma e il gonfalone sono stati concessi con decreto del presidente della Repubblica del 4 ottobre 1984.
Lo stemma ripropone un emblema rinvenuto all’interno dello Stemmario Cremosano, risalente al 1680.
Il gonfalone è un drappo di bianco.

## Società

### Evoluzione demografica
Abitanti censiti